# Culex

Culex är ett släkte av tvåvingar som beskrevs av Carl von Linné 1758. Culex ingår i familjen stickmyggor, Culicidae.
I Sverige är fyra arter påträffade:
Culex modestus Ficalbi 1889, Nilfebersmygga
Culex territans Walker 1856, Grodmygga
Culex pipiens Linnaeus 1758, Sydlig husmygga
Culex torrentium Martini 1925, Nordlig husmygga

## Dottertaxa tillCulex, i alfabetisk ordning[1][2]
- Culex abnormalis
- Culex abominator
- Culex abonnenci
- Culex accelerans
- Culex acharistus
- Culex acrostichalis
- Culex aculeatus
- Culex acutipalus
- Culex adairi
- Culex adamesi
- Culex adami
- Culex adersianus
- Culex aenescens
- Culex aestivus
- Culex airozai
- Culex akritos
- Culex alani
- Culex albertianus
- Culex albinensis
- Culex albinervis
- Culex albipes
- Culex albiventris
- Culex alcocki
- Culex aliciae
- Culex alienus
- Culex alinkios
- Culex alis
- Culex alogistus
- Culex alorensis
- Culex alphus
- Culex amaniensis
- Culex amazonensis
- Culex ameliae
- Culex americanus
- Culex amitis
- Culex andersoni
- Culex andreanus
- Culex andricus
- Culex anduzei
- Culex anips
- Culex annulioris
- Culex annulirostris
- Culex annuliventris
- Culex annulus
- Culex anoplicitus
- Culex antennatus
- Culex antillummagnorum
- Culex antunesi
- Culex aphylactus
- Culex apicalis
- Culex apicinus
- Culex aquarius
- Culex arawak
- Culex arbieeni
- Culex arboricolus
- Culex archegus
- Culex argenteopunctatus
- Culex arizonensis
- Culex articularis
- Culex asteliae
- Culex astridianus
- Culex atracus
- Culex atratus
- Culex atriceps
- Culex aurantapex
- Culex aureonotatus
- Culex aureus
- Culex australicus
- Culex avianus
- Culex axillicola
- Culex axillicolus
- Culex azurini
- Culex azymus
- Culex babahoyensis
- Culex bahamensis
- Culex bahiensis
- Culex bahri
- Culex bailyi
- Culex baisasi
- Culex bamborum
- Culex bandoengensis
- Culex banksensis
- Culex barkerii
- Culex barraudi
- Culex barrinus
- Culex bastagarius
- Culex batesi
- Culex becki
- Culex bejaranoi
- Culex belemensis
- Culex belkini
- Culex bengalensis
- Culex bequaerti
- Culex bergi
- Culex bernardi
- Culex beta
- Culex bicki
- Culex bickleyi
- Culex bicornutus
- Culex bidens
- Culex bifoliolatus
- Culex bihaicola
- Culex bihamatus
- Culex binigrolineatus
- Culex biscaynensis
- Culex bisulcatus
- Culex bitaeniorhynchus
- Culex boharti
- Culex bokorensis
- Culex bolii
- Culex boninensis
- Culex bonneae
- Culex bonnei
- Culex bougainvillensis
- Culex brachiatus
- Culex brami
- Culex brenguesi
- Culex brethesi
- Culex breviculus
- Culex brevipalpis
- Culex brevipalpus
- Culex brevispinosus
- Culex browni
- Culex brumpti
- Culex bukavuensis
- Culex buxtoni
- Culex bwambanus
- Culex cairnsensis
- Culex calabarensis
- Culex calurus
- Culex cambournaci
- Culex campilunati
- Culex camposi
- Culex canaanensis
- Culex carcinophilus
- Culex carcinoxenus
- Culex caribeanus
- Culex carioca
- Culex carleti
- Culex carolinensis
- Culex castaneus
- Culex castelli
- Culex castor
- Culex castrensis
- Culex castroi
- Culex cataractarum
- Culex cauchensis
- Culex caudatus
- Culex caudelli
- Culex cedecei
- Culex ceramensis
- Culex cerqueirai
- Culex chaetoventralis
- Culex chaguanco
- Culex changuinolae
- Culex chauveti
- Culex cheesmanae
- Culex cheni
- Culex chidesteri
- Culex chitae
- Culex chorleyi
- Culex christiani
- Culex chryselatus
- Culex chrysothorax
- Culex cinctellus
- Culex cinerellus
- Culex cinereus
- Culex clarki
- Culex clastrieri
- Culex coerulescens
- Culex collessi
- Culex comatus
- Culex commevynensis
- Culex comminutor
- Culex comorensis
- Culex confundior
- Culex conservator
- Culex consolator
- Culex conspirator
- Culex contei
- Culex coppenamensis
- Culex corentynensis
- Culex corniger
- Culex cornutus
- Culex coronator
- Culex corrigani
- Culex cottlei
- Culex coursi
- Culex covagarciai
- Culex crassicomus
- Culex crassistylus
- Culex creole
- Culex crinicauda
- Culex cristovaoi
- Culex crowei
- Culex crybda
- Culex cubiculi
- Culex cubitatus
- Culex curtipalpis
- Culex curvibrachius
- Culex cuyanus
- Culex cylindricus
- Culex damascenoi
- Culex daumastocampa
- Culex davisi
- Culex decens
- Culex declarator
- Culex decorator
- Culex delfinadoae
- Culex delpontei
- Culex delys
- Culex demeilloni
- Culex demissus
- Culex derivator
- Culex deserticola
- Culex diamphidius
- Culex diengensis
- Culex digoelensis
- Culex diplophyllum
- Culex dispectus
- Culex distinguendus
- Culex dohenyi
- Culex dolichophyllus
- Culex dolosus
- Culex douglasi
- Culex draconis
- Culex dubitans
- Culex dumbletoni
- Culex dunni
- Culex duplicator
- Culex dureti
- Culex durhami
- Culex duttoni
- Culex dyius
- Culex eastor
- Culex eduardoi
- Culex educator
- Culex edwardsi
- Culex egcymon
- Culex eknomios
- Culex eldridgei
- Culex elephas
- Culex elevator
- Culex elgonicus
- Culex ellinorae
- Culex elongatus
- Culex eminentia
- Culex ensiformis
- Culex eouzani
- Culex epanatasis
- Culex epidesmus
- Culex epirus
- Culex equinoxialis
- Culex erethyzonfer
- Culex ernanii
- Culex ernsti
- Culex erraticus
- Culex erythrothorax
- Culex eschirasi
- Culex eukrines
- Culex europaeus
- Culex evansae
- Culex fairchildi
- Culex farakoensis
- Culex fasciolatus
- Culex fasyi
- Culex faurani
- Culex femineus
- Culex fergusoni
- Culex fernandezi
- Culex ferreri
- Culex fimbriforceps
- Culex flabellifer
- Culex flavicornis
- Culex flochi
- Culex foliaceus
- Culex foliafer
- Culex foliatus
- Culex fragilis
- Culex fraudatrix
- Culex fulleri
- Culex furlongi
- Culex fuscatus
- Culex fuscicinctus
- Culex fuscocephala
- Culex gagnei
- Culex gairus
- Culex galindoi
- Culex galliardi
- Culex galvaoi
- Culex gameti
- Culex gamma
- Culex ganapathi
- Culex garcesi
- Culex garciai
- Culex garioui
- Culex gaudeator
- Culex gaufini
- Culex gediensis
- Culex gelidus
- Culex geminus
- Culex germaini
- Culex gibbulus
- Culex giganteus
- Culex gilliesi
- Culex globocoxitus
- Culex glyptosalpinx
- Culex gnomatos
- Culex gossi
- Culex gracicornis
- Culex grahamii
- Culex gravitator
- Culex grenieri
- Culex gressitti
- Culex guayasi
- Culex guedesi
- Culex guerreroi
- Culex guiarti
- Culex guizhouensis
- Culex guyanensis
- Culex habilitator
- Culex hackeri
- Culex hainanensis
- Culex hamoni
- Culex hancocki
- Culex harleyi
- Culex harpagophallus
- Culex harrisoni
- Culex hayashii
- Culex hedys
- Culex helenae
- Culex hepperi
- Culex herrerai
- Culex hewitti
- Culex hilli
- Culex hinglungensis
- Culex hirtipalpis
- Culex hopkinsi
- Culex horridus
- Culex hortensis
- Culex huangae
- Culex humilis
- Culex hurlbuti
- Culex hutchinsoni
- Culex idottus
- Culex ikelos
- Culex imitator
- Culex impositor
- Culex impudicus
- Culex inadmirabilis
- Culex inatomii
- Culex incognitus
- Culex incomptus
- Culex inconspicuosus
- Culex inculus
- Culex indecorabilis
- Culex infantulus
- Culex inflictus
- Culex infoliatus
- Culex infula
- Culex ingrami
- Culex inhibitator
- Culex inimitabilis
- Culex innovator
- Culex inornata
- Culex insequens
- Culex insigniforceps
- Culex insignis
- Culex insularis
- Culex interfor
- Culex intermedius
- Culex interrogator
- Culex intonsus
- Culex intrincatus
- Culex invidiosus
- Culex invocator
- Culex iolambdis
- Culex iphis
- Culex iridescens
- Culex isabelae
- Culex iyengari
- Culex jacksoni
- Culex jalisco
- Culex janitor
- Culex javanensis
- Culex jefferyi
- Culex jenningsi
- Culex jenseni
- Culex jinjaensis
- Culex joanae
- Culex jocasta
- Culex johni
- Culex johnnyi
- Culex johnsoni
- Culex josephineae
- Culex jubifer
- Culex judaicus
- Culex kanyamwerima
- Culex kartalae
- Culex kaviengensis
- Culex kesseli
- Culex khazani
- Culex kilara
- Culex kinabaluensis
- Culex kingianus
- Culex kingii
- Culex kiriensis
- Culex kompi
- Culex kowiroensis
- Culex kuhnsi
- Culex kukenan
- Culex kummi
- Culex kusaiensis
- Culex kyotoensis
- Culex lacertosus
- Culex lactator
- Culex laffooni
- Culex lahillei
- Culex lairdi
- Culex lakei
- Culex lampangensis
- Culex lanei
- Culex laplantei
- Culex lasiopalpis
- Culex laticinctus
- Culex laticlasper
- Culex latifoliatus
- Culex latisquama
- Culex latus
- Culex laureli
- Culex lavatae
- Culex leei
- Culex leonardi
- Culex levicastilloi
- Culex liberiensis
- Culex limacifer
- Culex lineatus
- Culex litoralis
- Culex litwakae
- Culex longicornis
- Culex lopesi
- Culex lucaris
- Culex lucifugus
- Culex lugens
- Culex luteopleurus
- Culex luzonensis
- Culex lygrus
- Culex macdonaldi
- Culex macfiei
- Culex machadoi
- Culex macrophyllus
- Culex macrostylus
- Culex maderensis
- Culex madininensis
- Culex malayensis
- Culex malayi
- Culex mammilifer
- Culex manusensis
- Culex maplei
- Culex maracayensis
- Culex marianae
- Culex marksae
- Culex marquesensis
- Culex martinezi
- Culex martinii
- Culex mattinglyi
- Culex mauesensis
- Culex maxi
- Culex maxinocca
- Culex megafolius
- Culex megaonychus
- Culex mesodenticulatus
- Culex metempsytus
- Culex miaolingensis
- Culex micolo
- Culex microphyllus
- Culex microtaeniata
- Culex mijanae
- Culex millironi
- Culex milloti
- Culex milwardi
- Culex mimeticus
- Culex mimuloides
- Culex mimulus
- Culex mindanaoensis
- Culex minjensis
- Culex minor
- Culex minutissimus
- Culex miraculosus
- Culex mirificus
- Culex misionensis
- Culex miyagii
- Culex modestus, Nilfebersmygga
- Culex mohani
- Culex mollis
- Culex mongiro
- Culex moucheti
- Culex mulrennani
- Culex mundulus
- Culex murrelli
- Culex muruae
- Culex musarum
- Culex muspratti
- Culex mutator
- Culex nailoni
- Culex nakuruensis
- Culex navalis
- Culex neavei
- Culex nebulosus
- Culex neglectus
- Culex nicaroensis
- Culex nicceriensis
- Culex niger
- Culex nigrescens
- Culex nigricorpus
- Culex nigrimacula
- Culex nigripalpus
- Culex nigropunctatus
- Culex nilgiricus
- Culex ninagongoensis
- Culex novaeguineae
- Culex oblita
- Culex obscurus
- Culex ocellatus
- Culex ocossa
- Culex oedipus
- Culex okinawae
- Culex olimpioi
- Culex omani
- Culex orbostiensis
- Culex oresbius
- Culex orfilai
- Culex orientalis
- Culex originator
- Culex ornatothoracis
- Culex orstom
- Culex otachati
- Culex ousqua
- Culex oweni
- Culex pacificus
- Culex pairoji
- Culex pajoti
- Culex palaciosi
- Culex pallidiceps
- Culex pallidothorax
- Culex pallipes
- Culex palpalis
- Culex pandani
- Culex panocossa
- Culex papuensis
- Culex paracrybda
- Culex paraculeatus
- Culex paramaxi
- Culex patientiae
- Culex pavlovskyi
- Culex peccator
- Culex pedicellus
- Culex pedroi
- Culex penai
- Culex perexiguus
- Culex pereyrai
- Culex perfidiosus
- Culex perfuscus
- Culex peringueyi
- Culex perkinsi
- Culex perplexus
- Culex perryi
- Culex pervigilans
- Culex petersi
- Culex peytoni
- Culex phangngae
- Culex philipi
- Culex philippinensis
- Culex phlabistus
- Culex phlogistus
- Culex pholeter
- Culex phyllados
- Culex pifanoi
- Culex pilifemoralis
- Culex pilosus
- Culex pinarocampa
- Culex pipiens, Sydlig husmygga
  - Culex pipiens molestus
- Culex plectoporpe
- Culex pleuristriatus
- Culex plicatus
- Culex pluvialis
- Culex poicilipes
- Culex portesi
- Culex postspiraculosus
- Culex productus
- Culex propinquus
- Culex prosecutor
- Culex pruina
- Culex psatharus
- Culex pseudoandreanus
- Culex pseudocinereus
- Culex pseudojanthinosoma
- Culex pseudomelanoconia
- Culex pseudopruina
- Culex pseudornatus
- Culex pseudorubithoracis
- Culex pseudosinensis
- Culex pseudostigmatosoma
- Culex pseudovishnui
- Culex pulidoi
- Culex pullus
- Culex punctiscapularis
- Culex pusillus
- Culex putumayensis
- Culex quadrifoliatus
- Culex quadripalpis
- Culex quasiguiarti
- Culex quasihibridus
- Culex quasioriginator
- Culex quettensis
- Culex quinquefasciatus
- Culex quintetti
- Culex quitensis
- Culex quizhouensis
- Culex rabanicola
- Culex rabelloi
- Culex rachoui
- Culex rageaui
- Culex raghavanii
- Culex rajah
- Culex rajaneeae
- Culex ramakrishnii
- Culex ramalingami
- Culex rausseoi
- Culex reducens
- Culex reevesi
- Culex reginae
- Culex reidi
- Culex rejector
- Culex renatoi
- Culex restrictor
- Culex restuans
- Culex retrosus
- Culex ribeirensis
- Culex richardgarciai
- Culex richei
- Culex richeti
- Culex rima
- Culex riojanus
- Culex romeroi
- Culex ronderosi
- Culex rooti
- Culex rorotaensis
- Culex roseni
- Culex rotoruae
- Culex rubensis
- Culex rubinotus
- Culex rubithoracis
- Culex ruthae
- Culex ryukyensis
- Culex ryukyuanus
- Culex sacchettae
- Culex salinarius
- Culex salisburiensis
- Culex saltanensis
- Culex samoaensis
- Culex sandrae
- Culex sangengluoensis
- Culex sangenluoensis
- Culex saramaccensis
- Culex sardinerae
- Culex sasai
- Culex scanloni
- Culex scheuberi
- Culex schicki
- Culex schilfgaardei
- Culex schwetzi
- Culex scimitar
- Culex scottii
- Culex secundus
- Culex secutor
- Culex sedlacekae
- Culex selai
- Culex selangorensis
- Culex seldeslachtsi
- Culex semibrunneus
- Culex seniori
- Culex serratimarge
- Culex seyrigi
- Culex shanahani
- Culex shebbearei
- Culex shoae
- Culex shopei
- Culex silvai
- Culex simplicicornis
- Culex simpliciforceps
- Culex simpsoni
- Culex simulator
- Culex sinaiticus
- Culex sinensis
- Culex singuawaensis
- Culex siphanulatus
- Culex sitiens
- Culex solitarius
- Culex solomonis
- Culex soperi
- Culex spathifurca
- Culex spathulatus
- Culex sphinx
- Culex spiculostylus
- Culex spiculosus
- Culex spiculothorax
- Culex spinosus
- Culex spissipes
- Culex squamosus
- Culex starckeae
- Culex steffani
- Culex stellatus
- Culex stenolepis
- Culex stigmatosoma
- Culex stonei
- Culex striatipes
- Culex subaequalis
- Culex submarginalis
- Culex suborientalis
- Culex subrima
- Culex subsalisburiensis
- Culex sudanicus
- Culex sumatranus
- Culex sunyaniensis
- Culex surinamensis
- Culex sursumptor
- Culex sutili
- Culex symbletos
- Culex szemaoensis
- Culex taeniopus
- Culex tamsi
- Culex tarsalis
- Culex tatoi
- Culex tauffliebi
- Culex tecmarsis
- Culex telesilla
- Culex tenagius
- Culex tenuipalpis
- Culex terebor
- Culex termi
- Culex territans, Grodmygga
- Culex terzii
- Culex thalassius
- Culex theileri
- Culex theobaldi
- Culex thriambus
- Culex thurmanorum
- Culex tianpingensis
- Culex toroensis
- Culex torrentium, Nordlig husmygga
- Culex tournieri
- Culex toviiensis
- Culex tramazayguesi
- Culex traubi
- Culex tricuspis
- Culex trifidus
- Culex trifilatus
- Culex trifoliatus
- Culex trigeminatus
- Culex trilobulatus
- Culex trisetosus
- Culex tritaeniorhynchus
- Culex tsengi
- Culex tuberis
- Culex ugandae
- Culex umbripes
- Culex uncinatus
- Culex unicornis
- Culex uniformis
- Culex univittatus
- Culex urichii
- Culex usquatissimus
- Culex usquatus
- Culex vagans
- Culex walukasi
- Culex wamanguae
- Culex wannonii
- Culex vansomereni
- Culex wansoni
- Culex wardi
- Culex variatus
- Culex watti
- Culex vattieri
- Culex vaxus
- Culex ventrilloni
- Culex wepsterae
- Culex versabilis
- Culex verutus
- Culex weschei
- Culex vexillatus
- Culex vexillifer
- Culex whartoni
- Culex whitei
- Culex whitmorei
- Culex whittingtoni
- Culex vicinalis
- Culex vicinus
- Culex vidali
- Culex wigglesworthi
- Culex wilfredi
- Culex wilsoni
- Culex vinckei
- Culex winkleri
- Culex virgultus
- Culex viridiventer
- Culex vishnui
- Culex vomerifer
- Culex worontzowi
- Culex vulgaris
- Culex xenophobus
- Culex yaoi
- Culex ybarmis
- Culex yeageri
- Culex yojoae
- Culex zeteki
- Culex zombaensis

## Bildgalleri

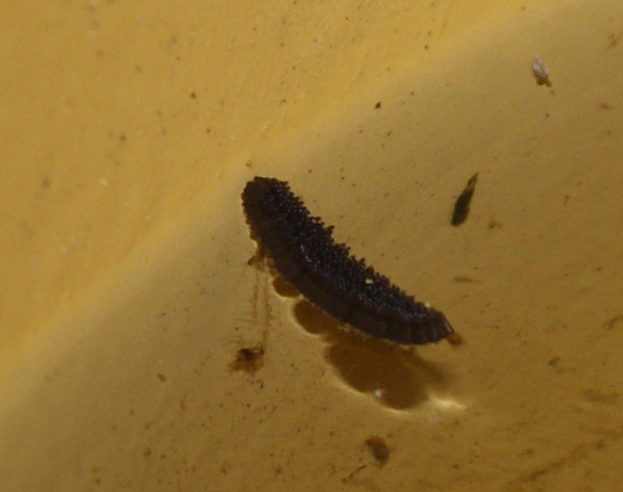
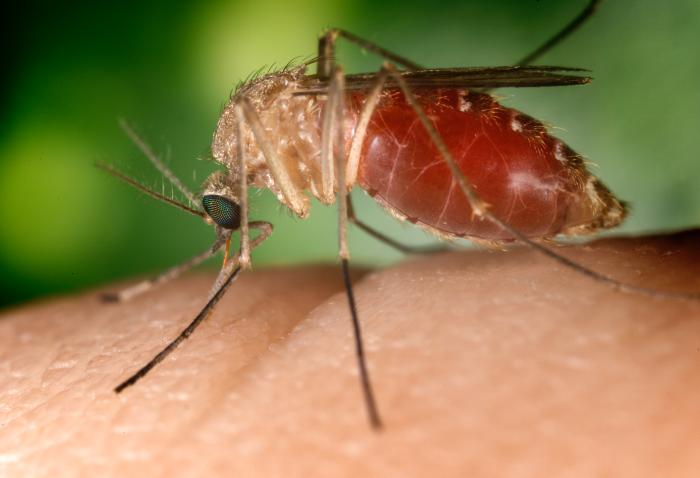
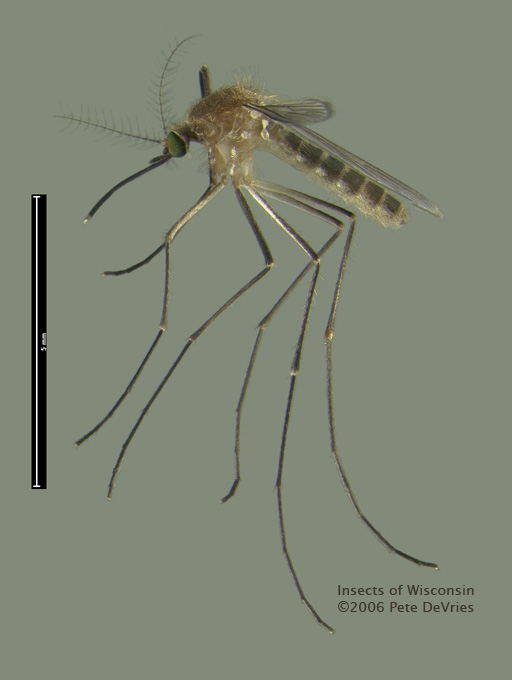